# Cuisson par concentration
La cuisson dite par concentration est une dénomination ancienne et fautive pour désigner le type de cuisson des aliments qui consiste à soumettre l’aliment à une chaleur intense dès le début de la cuisson. Les deux autres types sont la cuisson dite par expansion et la cuisson mixte (expansion et concentration).
La cuisson dit naguère par concentration, et qui est dite aujourd'hui avec brunissement a lieu dans un milieu liquide, un milieu gazeux ou sous vide :
- le liquide peut être un milieu aqueux bouillant (eau, sirop, vin, lait, yaourt, etc.) ou un corps gras chaud (huile alimentaire, graisse alimentaire) ;
- le milieu gazeux peut être l’air sec (four, broche, gril, etc.) ou humide (vapeur).

On a longtemps dit que ce mode de cuisson visait à éviter au maximum aux nutriments de sortir des aliments en les emprisonnant à l'intérieur par une croûte formée par la coagulation des protéines de surface, la formation d’empois et la caramélisation des glucides (voir réaction de Maillard). Toutefois il a été démontré que la croûte qui se forme lors d'une cuisson de type rôtissage n'évite aucunement la sortie des jus (qui font d'ailleurs le résidu brun sur l'ustensile de cuisson) : la preuve en est que les pièces rôties peuvent perdre jusqu'à un tiers de leur masse.
On observera que les dénominations « cuisson par concentration » et « cuisson par expansion » ont été supprimées des référentiels de CAP de l'Éducation Nationale en 2004.

## Principales méthodes
| Action                                | Méthode             | Définition                                                                         | Récipient de cuisson                 | Appareil de cuisson                                                                        | Exemples |
| ------------------------------------- | ------------------- | ---------------------------------------------------------------------------------- | ------------------------------------ | ------------------------------------------------------------------------------------------ | --- |
| Rôtir                                 | Rôtissage           | Cuire à découvert                                                                  | Broche                               | Four, rôtissoire                                                                           | La viande (kebab, poulet entier, etc.) et la plupart des légumes-racines et des légumes-bulbes ; gâteau à la broche |
| Poêler                                | Poêlage             | Cuire à couvert dans un récipient creux sur une garniture aromatique               | Récipient creux hermétiquement fermé | Four                                                                                       | Baeckeoffe |
| Sauter                                | Sauté               | Cuire rapidement à feu vif et à découvert dans une petite quantité de corps gras   | Sautoir, sauteuse, poêle, wok        | Cuisinière                                                                                 | Morceau de viande, escalope panée, omelette                                                                         |
| Griller                               | Grillade            | Cuire rapidement à chaleur vive par conduction thermique ou par chaleur rayonnante |                                      | Conduction thermique : planches à griller. Chaleur rayonnante : gril, barbecue, salamandre | Morceau de viande, cuisse de poulet, saucisse                                                                       |
| Frire                                 | Friture             | Cuire par immersion dans un corps gras porté à haute température                   |                                      | Friteuse                                                                                   | Pommes de terre frites, poissons, beignets                                                                          |
| Pocher dans un liquide départ à chaud | Pochage             | Cuisson dans un liquide départ à chaud                                             |                                      | Cuisinière                                                                                 | Légumes verts, riz, pâtes alimentaires                                                                              |
| Cuire à la vapeur                     | Cuisson à la vapeur | Cuire grâce à la vapeur d’un liquide en ébullition                                 |                                      | Four à vapeur, cuiseur vapeur                                                              | Cuisson en papillote                                                                                                |